# Liste der Baudenkmäler in Fürth/A
Diese Liste ist eine Teilliste der Liste der Baudenkmäler in Fürth. Grundlage der Liste ist die Bayerische Denkmalliste, die auf Basis des bayerischen Denkmalschutzgesetzes vom 1. Oktober 1973 erstmals erstellt wurde und seither durch das Bayerische Landesamt für Denkmalpflege geführt und aktualisiert wird. Die folgenden Angaben ersetzen nicht die rechtsverbindliche Auskunft der Denkmalschutzbehörde.
Dieser Teil der Liste beschreibt die denkmalgeschützten Objekte in folgenden Straßen:
- Alexanderstraße
- Amalienstraße
- Am historischen Lokschuppen
- An der Martersäule
- Angerstraße
- Austraße

## Albrechtstraße
| Lage                         | Objekt                          | Beschreibung | Akten-Nr.       | Bild |
| ---------------------------- | ------------------------------- | --- | --------------- | ---- |
| Albrechtstraße 37 (Standort) | Wohnhaus, ehemaliges Sommerhaus | zweigeschossiger Sandsteinquaderbau mit Schopfwalmdach und zweigeschossiger Holzveranda, an der Westseite Querbau, zweigeschossiger Sandsteinquaderbau mit Schopfwalmdach, Evora & Meyer, 1876, Querbau Adam Egerer, 1897 | D-5-63-000-2125 | BW   |

## Alexanderstraße
| Lage                          | Objekt                                                         | Beschreibung | Akten-Nr.              | Bild                |
| ----------------------------- | -------------------------------------------------------------- | --- | ---------------------- | ------------------- |
| Alexanderstraße 1 (Standort)  | Wohnhaus in Ecklage                                            | Dreigeschossiger Mansarddachbau mit Sandsteinfassade, rustizierten Ecklisenen und reich dekoriertem Stichbogenportal, barock, 1764; bauliche Einheit mit Schwabacher Straße 5a; Teil des Ensembles Alexanderstraße/Hallplatz | D-5-63-000-2 Wikidata  | weitere Bilder      |
| Alexanderstraße 2 (Standort)  | Wohnhaus                                                       | Dreigeschossiger Mansarddachbau mit Sandsteinfassade und Hohenzollernwappen über dem Stichbogenportal, barock, zur Schwabacher Straße dreigeschossiger Anbau in Ecklage mit Satteldach, Sandsteinfassade und abgeschrägter Ecke, 1764, klassizistischer Anbau von Caspar Gran, 1850/51; Teil des Ensembles Alexanderstraße/Hallplatz                                                                      | D-5-63-000-3 Wikidata  | weitere Bilder      |
| Alexanderstraße 3 (Standort)  | Wohnhaus                                                       | Dreigeschossiger Mansarddachbau mit Sandsteinfassade und Korbbogenportal mit Schlussstein, barock, bezeichnet „1764“, 1987 umgebaut; Teil des Ensembles Alexanderstraße/Hallplatz | D-5-63-000-4 Wikidata  | BW                  |
| Alexanderstraße 6 (Standort)  | Wohnhaus mit Gaststätte (Gasthaus zum Kavallerieheim)          | Dreigeschossiger Mansarddachbau mit Sandsteinfassade und Korbbogenportal mit reichem Rocailledekor, barock, bezeichnet „1764“, Ende 19. Jahrhundert umgebaut; Teil des Ensembles Alexanderstraße/Hallplatz | D-5-63-000-5 Wikidata  | weitere Bilder      |
| Alexanderstraße 10 (Standort) | Wohnhaus mit Gaststätte (ehemaliges Gasthaus zum Roten Ochsen) | Dreigeschossiger Mansarddachbau mit Sandsteinerdgeschoss und Korbbogenportal, 1763; Teil des Ensembles Alexanderstraße/Hallplatz | D-5-63-000-6 Wikidata  | weitere Bilder      |
| Alexanderstraße 12 (Standort) | Wohnhaus                                                       | Dreigeschossiger Mansarddachbau mit Sandsteinfassade, flachem Mittelrisalit und Korbogenportal mit Kartusche im Giebel und zwei liegenden Kriegerfiguren, barock, 1763, Erdgeschoss 1896 umgebaut; Teil des Ensembles Alexanderstraße/Hallplatz | D-5-63-000-7 Wikidata  | BW                  |
| Alexanderstraße 14 (Standort) | Wohnhaus                                                       | Dreigeschossiger Mansarddachbau mit Sandsteinfassade und mittigem Korbbogentor, barock, 1763, Erdgeschoss verändert; Teil des Ensembles Alexanderstraße/Hallplatz | D-5-63-000-9 Wikidata  | weitere Bilder      |
| Alexanderstraße 18 (Standort) | Wohnhaus                                                       | Dreigeschossiger Putzbau mit Mansarddach und Korbbogentor, 1764, Schnitztür samt Gittern Neurenaissance, Ende 19. Jahrhundert, Ausleger 19. Jahrhundert; Teil des Ensembles Alexanderstraße/Hallplatz | D-5-63-000-10 Wikidata | BW                  |
| Alexanderstraße 20 (Standort) | Wohnhaus                                                       | Dreigeschossiger Mansarddachbau mit Sandsteinfassade und rustizierter Lisene, barock, 1767; bauliche Gruppe mit Alexanderstraße 22; Teil des Ensembles Alexanderstraße/Hallplatz | D-5-63-000-11 Wikidata | BW                  |
| Alexanderstraße 22 (Standort) | Wohnhaus in Ecklage                                            | Dreigeschossiger Mansarddachbau mit Sandsteinfassade, rustizierten Ecklisenen, betonter Portalachse und zwei geschnitzten Holzerkern, Rokoko, 1767, Fassade 1933 vereinfacht; bauliche Gruppe mit Alexanderstraße 20; Teil des Ensembles Alexanderstraße/Hallplatz | D-5-63-000-12 Wikidata | Wohnhaus in Ecklage |
| Alexanderstraße 24 (Standort) | Wohnhaus in Ecklage                                            | Dreigeschossiger Satteldachbau mit Sandsteinfassade, Gurtgesimsen und Konsolgesims, spätklassizistisch, von Johann Konrad Jordan, 1845; Teil des Ensembles Alexanderstraße/Hallplatz | D-5-63-000-13 Wikidata | BW                  |
| Alexanderstraße 26 (Standort) | Wohnhaus                                                       | Dreigeschossiger, traufseitiger Satteldachbau mit Sandsteinfassade, Konsolgesims, flachem Mittelrisalit mit Zwerchhaus und Dreiecksgiebel und viersäuligem Portalbalkon, klassizistisch, von Johann Heinrich Jordan, 1834/35; symmetrische Gruppe mit Alexanderstraße 28/30; Teil des Ensembles Alexanderstraße/Hallplatz                                                                                 | D-5-63-000-14 Wikidata | BW                  |
| Alexanderstraße 28 (Standort) | Wohnhaus                                                       | Dreigeschossiger, traufseitiger Satteldachbau mit Sandsteinfassade, Konsolgesims, rustiziertem Erdgeschoss, flachem Mittelrisalit mit Zwerchhaus mit Dreiecksgiebel und Eisengitterbalkon, klassizistisch, von Johann Heinrich Jordan, 1834/35; Mittelteil der Gruppe mit Alexanderstraße 26 und 30; Teil des Ensembles Alexanderstraße/Hallplatz                                                         | D-5-63-000-15 Wikidata | BW                  |
| Alexanderstraße 30 (Standort) | Wohnhaus                                                       | Viergeschossiger Satteldachbau mit Sandsteinfassade, Konsolgesims, flachem Mittelrisalit mit viersäuligem Portalbalkon und Dreiecksgiebel, klassizistisch, von Johann Heinrich Jordan, 1834/35, das Zwerchhaus mit Dreiecksgiebel 1894 durch beiderseitige Aufstockung zu Vollgeschoss ergänzt; bauliche Gruppe mit Alexanderstraße 26 und 28; Teil des Ensembles Alexanderstraße/Hallplatz               | D-5-63-000-16 Wikidata | Wohnhaus            |
| Alexanderstraße 32 (Standort) | Wohnhaus in Ecklage                                            | Dreigeschossiger Walmdachbau mit Sandsteinfassade, rustiziertem Erdgeschoss, hölzernem Konsolgesims und viersäuligem Eisenbalkon und Dreiecksgiebel am flachen Mittelrisalit, klassizistisch, von Meyer und Friedrich Schmidt, 1834 Zugehörig Rückgebäude, Wohnhaus, dreigeschossiger Sandsteinquaderbau mit Pultdach, wohl letztes Viertel 19. Jahrhundert; Teil des Ensembles Alexanderstraße/Hallplatz | D-5-63-000-17 Wikidata | weitere Bilder      |

## Amalienstraße
| Lage                                              | Objekt                                       | Beschreibung | Akten-Nr.                | Bild                                         |
| ------------------------------------------------- | -------------------------------------------- | --- | ------------------------ | -------------------------------------------- |
| Amalienstraße 6 (Standort)                        | Mietshaus in Ecklage                         | Viergeschossiger Mansarddachbau mit reich gegliederter Sandsteinfassade mit rundem Bodenerkerturm an der Ecke, Erker mit Gitterbalkon und darüber Schweifgiebel, Neubarock, von Adam Egerer, 1902 | D-5-63-000-18 Wikidata   | Mietshaus in Ecklage                         |
| Amalienstraße 10 (Standort)                       | Mietshaus                                    | Viergeschossiger traufseitiger Satteldachbau mit Sandsteinfassade mit Gusseisen-Loggia, Neurenaissance, von Georg Kißkalt, um 1893; bauliche Gruppe mit Turnstraße 1/3 | D-5-63-000-19 Wikidata   | Mietshaus                                    |
| Amalienstraße 11 (Standort)                       | Mietshaus                                    | Viergeschossiger Mansarddachbau mit reich gegliederter Sandsteinfassade mit Breiterker und Zwerchhaus mit Ziergiebel, Neurenaissance, von Georg Kißkalt, 1897/98 | D-5-63-000-20 Wikidata   | Mietshaus                                    |
| Amalienstraße 12/Schwabacher Straße 86 (Standort) | Schulhaus                                    | Siehe Schwabacher Straße 86 | D-5-63-000-1269 Wikidata | weitere Bilder                               |
| Amalienstraße 13 (Standort)                       | Mietshaus                                    | Viergeschossiger Mansarddachbau mit reich gegliederter Sandsteinfassade mit zwischen Erkern eingespannten, gebauchten Gitterbalkonen und Zwerchhaus mit Schweifgiebel, Neurenaissance, von Georg Kißkalt, bezeichnet „1897“ Rückgebäude, dreigeschossiger Putzbau mit Pultdach, gleichzeitig | D-5-63-000-21 Wikidata   | Mietshaus                                    |
| Amalienstraße 15 (Standort)                       | Mietshaus                                    | Viergeschossiger traufseitiger Satteldachbau mit reich gegliederter Sandsteinfassade und Mittelerker mit Balkonbrüstung, Neurenaissance, von Georg Kißkalt, 1892/94 | D-5-63-000-22 Wikidata   | Mietshaus                                    |
| Amalienstraße 17/Schwabacher Straße 69 (Standort) | Mietshaus in Ecklage                         | Viergeschossiger Mansarddachbau mit Sandsteinfassade, Erkern, Giebelgauben, Eckrisalit und polygonalem Eckturmerker, im Neu-Nürnberger-Stil, von Wilhelm Horneber, 1902/03 | D-5-63-000-23 Wikidata   | Mietshaus in Ecklage                         |
| Amalienstraße 19 (Standort)                       | Mietshaus                                    | Viergeschossiger traufseitiger Satteldachbau mit Sandsteinfassade mit rustiziertem Erdgeschoss und Sohlbankgesimsen, Neurenaissance, von Egerer und Richter, 1888/89 Rückgebäude, zweigeschossiger Backsteinbau mit Mansarddach, gleichzeitig; bauliche Einheit mit Amalienstraße 21 | D-5-63-000-24 Wikidata   | weitere Bilder                               |
| Amalienstraße 21 (Standort)                       | Mietshaus                                    | Viergeschossiger traufseitiger Satteldachbau mit Sandsteinfassade mit rustiziertem Erdgeschoss und Sohlbankgesimsen, Neurenaissance, von Egerer und Richter, 1888/89; bauliche Einheit mit Amalienstraße 19 | D-5-63-000-1785 Wikidata | weitere Bilder                               |
| Amalienstraße 23 (Standort)                       | Mietshaus                                    | Viergeschossiger traufseitiger Satteldachbau mit Sandsteinfassade mit Mittelerker und Zwerchgiebel, Neurenaissance, von Adam Egerer, bezeichnet „1894“ | D-5-63-000-25 Wikidata   | weitere Bilder                               |
| Amalienstraße 25 (Standort)                       | Mietshaus                                    | Viergeschossiger traufseitiger Satteldachbau mit Sandsteinfassade mit rustiziertem Erdgeschoss, Neurenaissance, wohl von Michael Teufel, 1889/90 | D-5-63-000-26 Wikidata   | Mietshaus                                    |
| Amalienstraße 27 (Standort)                       | Mietshaus                                    | Viergeschossiger Mansarddachbau mit reich gegliederter Sandsteinfassade, rustiziertem Erdgeschoss und Dachgauben, Neurenaissance, von Wilhelm Horneber, 1898–1900; bauliche Gruppe mit Amalienstraße 29/31 | D-5-63-000-27 Wikidata   | weitere Bilder                               |
| Amalienstraße 29 (Standort)                       | Mietshaus                                    | Viergeschossiger Mansarddachbau mit reich gegliederter Sandsteinfassade, rustiziertem Erdgeschoss und Dachgauben, Neurenaissance, von Wilhelm Horneber, 1898–1900 Rückgebäude, dreigeschossiger Backsteinbau mit Mansarddach, gleichzeitig; Bauliche Gruppe mit Amalienstraße 27/31 | D-5-63-000-1786 Wikidata | weitere Bilder                               |
| Amalienstraße 31 (Standort)                       | Mietshaus                                    | Viergeschossiger Mansarddachbau mit reich gegliederter Sandsteinfassade, rustiziertem Erdgeschoss und Dachgauben, Neurenaissance, von Wilhelm Horneber, 1898–1900 Rückgebäude, ein- bis zweigeschossiger Backsteinbau mit Terrassen- und Flachdach, teilweise Fachwerk mit Ziegelausfachung, gleichzeitig Bauliche Gruppe mit Amalienstraße 27/29 | D-5-63-000-1787 Wikidata | weitere Bilder                               |
| Amalienstraße 35 (Standort)                       | Mietshaus                                    | Viergeschossiger traufseitiger Satteldachbau mit reich gegliederter Sandsteinfassade mit rustiziertem Erdgeschoss und Dachgauben, Neurenaissance, von Adam Egerer, 1893/94; bauliche Gruppe mit Amalienstraße 35a | D-5-63-000-28 Wikidata   | Mietshaus                                    |
| Amalienstraße 35a (Standort)                      | Mietshaus                                    | Viergeschossiger traufseitiger Satteldachbau mit reich gegliederter Sandsteinfassade mit rustiziertem Erdgeschoss und Dachgauben, Neurenaissance, von Fritz Walter, 1899; bauliche Gruppe mit Amalienstraße 35 | D-5-63-000-1788 Wikidata | Mietshaus                                    |
| Amalienstraße 37 (Standort)                       | Mietshaus                                    | Dreigeschossiger Mansarddachbau mit Sandsteinfassade mit rustiziertem Erdgeschoss, spätklassizistisch, 1888 Remise, erdgeschossiger Backsteinbau mit Pultdach, gleichzeitig Bauliche Einheit mit Amalienstraße 39 | D-5-63-000-29 Wikidata   | Mietshaus                                    |
| Amalienstraße 39 (Standort)                       | Mietshaus                                    | Dreigeschossiger Mansarddachbau mit Sandsteinfassade mit rustiziertem Erdgeschoss, spätklassizistisch, 1888; bauliche Einheit mit Amalienstraße 37 | D-5-63-000-1789 Wikidata | Mietshaus                                    |
| Amalienstraße 43, Ludwigstraße 15 (Standort)      | Doppelwohnhaus                               | zweigeschossiger Sandsteinquaderbau mit im Westen abgewalmten Mansarddach und Satteldachgauben, von Leonhard Gran, 1881; in Hoflage | D-5-63-000-2080          | BW                                           |
| Amalienstraße 46 (Standort)                       | Mietshaus in Ecklage                         | Fünfgeschossiger Satteldachbau mit reich gegliederter Sandsteinfassade mit rundem Eckerker, Flacherker an der Westseite mit Balkonen darüber und Polygonalerker an der Nordseite, Neubarock, von Karl Gran, 1904/05, später aufgestockt | D-5-63-000-30 Wikidata   | Mietshaus in Ecklage                         |
| Amalienstraße 51 (Standort)                       | Mietshaus                                    | Fünfgeschossiger traufseitiger Satteldachbau mit Sandsteinfassade mit rustizierten Geschossen, Flacherker mit Puttenrelief im Schweifgiebel, Reliefbüste FREYJA und Zwerchgiebel, Jugendstil, von Ebert und Müller, 1909/10 | D-5-63-000-31 Wikidata   | weitere Bilder                               |
| Amalienstraße 53 (Standort)                       | Mietshaus                                    | Fünfgeschossiger traufseitiger Satteldachbau mit Sandsteinfassade mit Mittelerker und Volutenzwerchgiebel, im Neu-Nürnberger-Stil, von Fritz Walter, bezeichnet „1904“ Rückgebäude, dreigeschossiger Backsteinbau mit Mansarddach, gleichzeitig | D-5-63-000-32 Wikidata   | Mietshaus                                    |
| Amalienstraße 55 (Standort)                       | Mietshaus                                    | Fünfgeschossiger traufseitiger Satteldachbau mit reich gegliederter Sandsteinfassade mit Balkon, Treppengiebel, Flach- und Polygonalerker, im Neu-Nürnberger-Stil, von Adam Egerer, 1902–04 Rückgebäude, dreigeschossiger Backsteinbau mit Mittelrisalit und Mansarddach, gleichzeitig Ehemaliges Werkstattgebäude, zweigeschossiger, u-förmiger Backsteinbau mit verschiefertem Obergeschoss, umlaufendem Balkon und Pultdach, gleichzeitig Ehemaliges Backhaus, erdgeschossiger Backsteinbau mit Satteldach und Kamin, gleichzeitig | D-5-63-000-33 Wikidata   | Mietshaus                                    |
| Amalienstraße 57 (Standort)                       | Mietshaus                                    | Fünfgeschossiger traufseitiger Satteldachbau mit zwei rustizierten Sandsteingeschossen, drei Obergeschosse in Putz mit Stuckdekor, reich skulptiertem Sandsteinerker, Loggia, hölzernen Blumenkastenhängevorrichtungen und Zwerchgiebel, Jugendstil, von Ebert und Müller, 1909 Rückflügel, viergeschossiger Backsteinbau mit Eisenbalkonen und Pultdach, gleichzeitig | D-5-63-000-34 Wikidata   | weitere Bilder                               |
| Amalienstraße 59 (Standort)                       | Mietshaus                                    | Fünfgeschossiger traufseitiger Satteldachbau mit Sandsteinfassade, Mittelerker und geschweiftem Zwerchgiebel, im Neu-Nürnberger-Stil, wohl von Ludwig Hansl, 1900 Rückgebäude, viergeschossiger Backsteinbau mit Pultdach und ausgebautem Fachwerk-Dachgeschoss, gleichzeitig Werkstattgebäude, erdgeschossiger Putzbau mit Flachdach, gleichzeitig Nebengebäude, ein- bis zweigeschossiger Backsteinbau mit Pultdach, gleichzeitig                                                                                                   | D-5-63-000-35 Wikidata   | weitere Bilder                               |
| Amalienstraße 60 (Standort)                       | Mietshaus                                    | Viergeschossiger traufseitiger Satteldachbau mit reich gegliederter Sandsteinfassade, Mittelerker und Volutenzwerchgiebel, Neubarock, von Carl Frank, 1904 | D-5-63-000-36 Wikidata   | Mietshaus                                    |
| Amalienstraße 61 (Standort)                       | Mietshaus in Ecklage                         | Fünfgeschossiger Satteldachbau mit Sandsteinfassade, verputztem Obergeschoss, polygonalem Eckerkerturm mit Zwiebelhaube, an der Südseite Erker und Zwerchgiebel und an der Ostseite Polygonalerker und Zwerchgiebel, im Neu-Nürnberger-Stil, von Ludwig Hansl, 1900 | D-5-63-000-37 Wikidata   | weitere Bilder                               |
| Amalienstraße 63 (Standort)                       | Mietshaus in Ecklage, ehemals mit Gaststätte | Viergeschossiger Satteldachbau mit Sandsteinfassade mit von Zwerchhäusern flankiertem, rundem Eckturm, Erker mit Balkonbrüstung an der Südseite und ausgebautem Dachgeschoss, im Neu-Nürnberger-Stil, von Adam Egerer, 1898/99 | D-5-63-000-38 Wikidata   | Mietshaus in Ecklage, ehemals mit Gaststätte |
| Amalienstraße 64 (Standort)                       | Wetterhäuschen                               | Quadratischer Sandsteinquaderbau mit auskragendem, sehr flachem Zeltdach, reduziert-historisierend, um 1910 | D-5-63-000-1578 Wikidata | Wetterhäuschen                               |
| Amalienstraße 64 (Standort)                       | Evangelisch-Lutherische Pfarrkirche St. Paul | Sandsteinquaderbau mit Satteldach, polygonal schließenden Kreuzarmen, polygonalem Chor und Fassadenturm mit Spitzhelm, Saalbau mit Kreuzrippengewölbe und Emporen in den Abseiten, neugotisch, von Karl Lemmes, 1897–1900; mit Ausstattung | D-5-63-000-39 Wikidata   | weitere Bilder                               |
| Amalienstraße 65 (Standort)                       | Mietshaus                                    | Viergeschossiger traufseitiger Satteldachbau mit reich gegliederter Sandsteinfassade mit Erker und getrepptem Rollwerkgiebel, Neurenaissance, von Adam Egerer, 1902/03 Rückgebäude, dreigeschossiger, abgewinkelter Backsteinbau mit Pultdach, gleichzeitig | D-5-63-000-40 Wikidata   | Mietshaus                                    |
| Amalienstraße 70 (Standort)                       | Mietshaus                                    | Fünfgeschossiger traufseitiger Satteldachbau mit Sandsteinfassade, Mittelerker, Zwerchhaus mit Ziergiebel und ausgebautem Fachwerk-Dachgeschoss, im Neu-Nürnberger-Stil, wohl von Johann Teufel, bezeichnet „1902“ Rückgebäude, dreigeschossiger, abgewinkelter Backsteinbau mit Mansarddach, gleichzeitig | D-5-63-000-41 Wikidata   | Mietshaus                                    |
| Amalienstraße 71 (Standort)                       | Mietshaus                                    | Viergeschossiger traufseitiger Satteldachbau mit Sandsteinfassade mit Mittelerker, Zwerchhaus mit Volutengiebel und ausgebautem Fachwerk-Dachgeschoss, im Neu-Nürnberger-Stil, wohl von Johann Teufel, bezeichnet „1900“; bauliche Gruppe mit Amalienstraße 73/75 | D-5-63-000-42 Wikidata   | weitere Bilder                               |
| Amalienstraße 73 (Standort)                       | Mietshaus                                    | Viergeschossiger traufseitiger Satteldachbau mit Sandsteinfassade mit Mittelerker, Zwerchhaus mit Volutengiebel und ausgebautem Fachwerk-Dachgeschoss, im Neu-Nürnberger-Stil, wohl von Johann Teufel, bezeichnet „1901“; bauliche Gruppe mit Amalienstraße 71/75 | D-5-63-000-1790 Wikidata | Mietshaus                                    |
| Amalienstraße 75 (Standort)                       | Mietshaus in Ecklage                         | Viergeschossiger Satteldachbau mit Sandsteinfassade, Erker, Zwerchhäusern mit Volutengiebeln, ausgebautem Fachwerk-Dachgeschoss und mit schräggestelltem Erker und Polygonalaufsatz an der Ecke, im Neu-Nürnberger-Stil, wohl von Johann Teufel, 1901; bauliche Gruppe mit Amalienstraße 71/73 | D-5-63-000-1791 Wikidata | Mietshaus in Ecklage                         |
| Amalienstraße 77 (Standort)                       | Mietshaus                                    | Fünfgeschossiger traufseitiger Satteldachbau mit reich dekorierter Sandsteinfassade mit Erker und Eisenbalkonbrüstung, letztes Geschoss im Mittelteil zurückgesetzt mit Terrasse mit Eisenbalkonbrüstung und Schweifgiebel, Jugendstil, von Bräutigam und Wiessner, 1907 | D-5-63-000-43 Wikidata   | weitere Bilder                               |
| Amalienstraße 79 (Standort)                       | Mietshaus                                    | Viergeschossiger traufseitiger Satteldachbau mit Sandsteinfassade, Mittelerker mit Eisenbalkonbrüstung, Zwerchhaus und einseitiger Dachgeschoss-Loggia mit Eisenbalkonbrüstung, Spätjugendstil, von Ebert und Müller, 1908/09 | D-5-63-000-44 Wikidata   | weitere Bilder                               |

## Am historischen Lokschuppen
| Lage                                                          | Objekt      | Beschreibung | Akten-Nr.                | Bild           |
| ------------------------------------------------------------- | ----------- | --- | ------------------------ | -------------- |
| Am historischen Lokschuppen 40, Karolinenstraße 91 (Standort) | Lokschuppen | Sandsteinquaderbau mit Rundbogenöffnungen und Satteldach, um 1860; Wohn- und Werkstättenanbau, erdgeschossiger Sandstein- und Ziegelbau mit Schopfwalmdach und verputztem Giebel, 1911; Geräteschuppen, erdgeschossiger, verputzter Ziegelbau mit Walmdach, 1911. | D-5-63-000-1595 Wikidata | weitere Bilder |

## An der Martersäule
| Lage                          | Objekt      | Beschreibung                                                     | Akten-Nr.              | Bild           |
| ----------------------------- | ----------- | ---------------------------------------------------------------- | ---------------------- | -------------- |
| An der Martersäule (Standort) | Rote Marter | Martersäule, Sandsteinpfeiler, spätgotisch, Ende 15. Jahrhundert | D-5-63-000-46 Wikidata | weitere Bilder |

## Angerstraße
| Lage                      | Objekt                             | Beschreibung | Akten-Nr.                | Bild                 |
| ------------------------- | ---------------------------------- | --- | ------------------------ | -------------------- |
| Angerstraße 1 (Standort)  | Mietshaus                          | Viergeschossiger traufseitiger Satteldachbau mit reich gegliederter Sandsteinfassade, Neurenaissance, von Johann Hertlein, 1901; Teil des Ensembles Altstadt. | D-5-63-000-47 Wikidata   | Mietshaus            |
| Angerstraße 1a (Standort) | Mietshaus                          | Viergeschossiger traufseitiger Satteldachbau mit Sandsteinfassade, rustiziertem Erdgeschoss und Mittelerker mit geschweifter Eisenbalkonbrüstung, Neurenaissance, von Georg Kißkalt, um 1900 Rückgebäude, dreigeschossiger Sandsteinbau mit Mansarddach, gleichzeitig, später aufgestockt Teil des Ensembles Altstadt                 | D-5-63-000-48 Wikidata   | weitere Bilder       |
| Angerstraße 2 (Standort)  | Wohn- und Geschäftshaus in Ecklage | Zweigeschossiger Mansardwalmdachbau mit Sandsteinfassaden und im Erdgeschoss abgeschrägter Ecke, in frühklassizistischen Formen an Nachbargebäude angepasst, 1889; Teil des Ensembles Altstadt | D-5-63-000-49 Wikidata   | weitere Bilder       |
| Angerstraße 2 (Standort)  | Wohnhaus                           | Schmaler, dreigeschossiger Sandsteinquaderbau mit reicher Gliederung und Mansardwalmdach, frühklassizistisch, bezeichnet „1783“; bauliche Gruppe mit Eckhaus Angerstraße 2; Teil des Ensembles Altstadt | D-5-63-000-379 Wikidata  | weitere Bilder       |
| Angerstraße 3 (Standort)  | Mietshaus                          | Dreigeschossiger Mansarddachbau mit Sandsteinfassade mit rustiziertem Erdgeschoss und Zahnschnittfries an der Traufe, Neurenaissance, 1887 Rückgebäude, zweigeschossiger Backsteinbau mit Mansarddach, gleichzeitig Bauliche Gruppe mit Angerstraße 5/7 Teil des Ensembles Altstadt.                                                  | D-5-63-000-50 Wikidata   | Mietshaus            |
| Angerstraße 4 (Standort)  | Wohnhaus                           | Mehrteiliger Gebäudekomplex mit Putzfassade und verschieferten Obergeschossen, südlich dreigeschossiger Mansarddachbau mit anschließendem dreigeschossigem Pultdachbau und rechtwinklig hervortretendem, zweigeschossigem und giebelseitigem Satteldachbau mit verschiefertem Zwerchhaus, 18. Jahrhundert Teil des Ensembles Altstadt | D-5-63-000-51 Wikidata   | Wohnhaus             |
| Angerstraße 5 (Standort)  | Mietshaus                          | Dreigeschossiger Mansarddachbau mit Sandsteinfassade mit rustiziertem Erdgeschoss und Zahnschnittfries an der Traufe, Neurenaissance, von J. und Wilhelm Horneber, 1888; bauliche Gruppe mit Angerstraße 3/7 Teil des Ensembles Altstadt                                                                                              | D-5-63-000-52 Wikidata   | Mietshaus            |
| Angerstraße 7 (Standort)  | Mietshaus in Ecklage               | Dreigeschossiger Mansarddachbau mit Sandsteinfassade und rustiziertem Erdgeschoss, Seitenfront an der Ammonstraße im Anschluss an die dortige Bebauung in Rohbackstein, Neurenaissance, von Georg Kißkalt, 1900; bauliche Gruppe mit Angerstraße 3/5; Teil des Ensembles Altstadt                                                     | D-5-63-000-1735 Wikidata | BW                   |
| Angerstraße 9 (Standort)  | Mietshaus in Ecklage               | Dreigeschossiger Mansarddachbau mit Sandsteinfassade, reich dekoriertem Erker mit Balkonbrüstung an der abgeschrägten Ecke und Dachgauben, Neurenaissance, von Georg Kißkalt, 1901; Teil des Ensembles Altstadt | D-5-63-000-1662 Wikidata | Mietshaus in Ecklage |
| Angerstraße 17 (Standort) | Mietshaus in Ecklage               | Fünfgeschossiger Putzbau mit Satteldach, rustiziertem Sandsteinerdgeschoss, zwei Erkern mit Eisenbalkonbrüstungen, zwei Zwerchgiebeln mit Stuckdekor und Eisenbalkon an der abgerundeten Ecke, historisierend mit Jugendstil-Dekorelementen, von Adam Egerer, 1907/08; Teil des Ensembles Altstadt                                    | D-5-63-000-1575 Wikidata | Mietshaus in Ecklage |
| Angerstraße 20 (Standort) | Wohnhaus                           | Zweigeschossiger traufseitiger Satteldachbau mit Sandsteinfassade, Erker und darauf hoher hölzerner Zwerchhauslaube mit Schopfwalmdach, Neurenaissance, von Fritz Walter, 1895; Teil des Ensembles Altstadt | D-5-63-000-53 Wikidata   | Wohnhaus             |
| Angerstraße 22 (Standort) | Wohnhaus                           | Zweigeschossiger traufseitiger Sandsteinbau mit Satteldach, Blendrahmengliederung und doppeltem Gurtgesims, spätklassizistisch, 1867/68, Aufstockung von Konrad Gieß, 1883; bauliche Gruppe mit Eckhaus Schießplatz 16 und Angerstraße 22; Teil des Ensembles Altstadt                                                                | D-5-63-000-54 Wikidata   | Wohnhaus             |

## Austraße
| Lage                   | Objekt               | Beschreibung | Akten-Nr.              | Bild |
| ---------------------- | -------------------- | --- | ---------------------- | ---- |
| Austraße 12 (Standort) | Mietshaus            | Viergeschossiger traufseitiger Satteldachbau mit Sandsteinfassade, Mittelerker mit Eisenbalkonbrüstung und geschweiftem Zwerchgiebel, in Neurenaissance-Formen, von Karl Schick und Carl Frank, 1904/05                                                               | D-5-63-000-56 Wikidata | BW   |
| Austraße 14 (Standort) | Mietshaus            | Viergeschossiger traufseitiger Satteldachbau mit geschweiftem Zwerchgiebel, rustiziertem Sandsteinerdgeschoss und verputzten Obergeschossen mit reichem Stuckdekor, Neubarock, von Carl Frank, bezeichnet „1904“                                                      | D-5-63-000-57 Wikidata | BW   |
| Austraße 16 (Standort) | Mietshaus            | Dreigeschossiger Mansarddachbau mit Sandsteinfassade, Mittelerker, Zwerchhaus mit Schweifgiebel und Dachgauben mit Spitzhelmen, historisierend, von Karl Schick, 1903/04                                                                                              | D-5-63-000-58 Wikidata | BW   |
| Austraße 18 (Standort) | Mietshaus in Ecklage | Dreigeschossiger Mansarddachbau mit rustiziertem Sandsteinerdgeschoss, verputzten Obergeschossen mit Sandsteingliederung, Zwerchhäusern mit Dreiecksgiebeln und holzgeschnitztem Turmaufsatz mit Spitzhelm an der Ecke, im Neu-Nürnberger-Stil, von Karl Schick, 1903 | D-5-63-000-59 Wikidata | BW   |